# 25.ª edición de los Premios Grammy
La 25.ª edición de los Premios Grammy se celebró el 23 de febrero de 1983 en el Shrine Auditorium de Los Ángeles, en reconocimiento a los logros discográficos alcanzados por los artistas musicales durante el año anterior. El evento fue presentado por John Denver y fue televisado en directo en Estados Unidos por CBS. La banda Toto fue la gran ganadora obteniendo un total de siete galardones.
Esta edición incorporó por primera vez la categoría de premio al mejor álbum de blues tradicional.

## Ganadores

### Generales
- Grabación del año
  - Toto (productores e intérpretes) por "Rosanna"
- Álbum del año
  - Toto (productores e intérpretes) por Toto IV
- Canción del año
  - Johnny Christopher, Mark James & Wayne Carson (compositores); Willie Nelson (intérprete) por "Always on My Mind"
- Mejor artista novel
  - Men at Work

### Blues
- Mejor álbum de blues tradicional
  - Clarence "Gatemouth" Brown por Alright Again

### Clásica
- Mejor grabación clásica orquestal
  - Jay David Saks, Thomas Z. Shepard (productores), James Levine (director)  & Chicago Symphony Orchestra por Mahler: Sinfonía n.º 7 "Canción de la Noche"
- Mejor interpretación solista vocal clásica
  - Zubin Mehta (director), Leontyne Price & Israel Philharmonic Orchestra por Verdi: Arias (Leontyne Price Sings Verdi)
- Mejor grabación de ópera
  - Andrew Kazdin (productor), Pierre Boulez (director), Jeannine Altmeyer, Hermann Becht, Peter Hofmann, Siegfried Jerusalem, Gwyneth Jones, Manfred Jung, Donald McIntyre, Matti Salminen, Ortrun Wenkel, Heinz Zednik & Bayreuth Festival Orchestra por Wagner: Der Ring des Nibelungen
- Mejor interpretación coral, clásica
  - Georg Solti (director), Margaret Hillis (director de coro) & Sinfónica de Chicago por Berlioz: La condenación de Fausto
- Mejor interpretación clásica - Solista o solistas instrumentales (con orquesta)
  - Daniel Barenboim (director), Itzhak Perlman & Chicago Symphony Orchestra por Elgar: Concierto para violín
- Mejor interpretación clásica - Solista o solistas instrumentales (sin orquesta)
  - Glenn Gould por Bach: Variaciones Goldberg
- Mejor interpretación de música de cámara
  - Richard Goode & Richard Stoltzman por Brahms: Sonatas para clarinete y piano, Op. 120
- Mejor álbum de música clásica
  - Samuel H. Carter (productor) & Glenn Gould por Bach: Variaciones Goldberg

### Comedia
- Mejor grabación de comedia
  - Richard Pryor por Live on the Sunset Strip

### Composición y arreglos
- Mejor composición instrumental
  - John Williams (compositor) por "Flying - Theme From E.T. the Extra-Terrestrial"
- Mejor banda sonora original de película o especial de televisión
  - John Williams (compositor) por  E.T. the Extra-Terrestrial
- Mejor arreglo instrumental
  - John Williams (arreglista) por "Flying - Theme From E.T. the Extra-Terrestrial"
- Mejor arreglo de acompañamiento para vocalista(s)
  - Jerry Hey & David Paich, Jeff Porcaro (arreglistas); Toto (intérpretes) por "Rosanna"
- Mejor arreglo vocal (dúo, grupo o coro)
  - David Paich (arreglista); Toto (intérpretes) por "Rosanna"

### Country
- Mejor interpretación vocal country, femenina
  - Juice Newton por "Break It to Me Gently"
- Mejor interpretación vocal country, masculina
  - Willie Nelson por "Always on My Mind"
- Mejor interpretación country, dúo o grupo
  - Alabama por Mountain Music
- Mejor interpretación instrumental country
  - Roy Clark por "Alabama Jubilee"
- Mejor canción country
  - Wayne Carson, Johnny Christopher & Mark James (compositores); Willie Nelson (intérprete) por "Always on My Mind"

### Espectáculo musical
- Mejor álbum de espectáculo con reparto original
  - David Foster (productor), Henry Krieger (compositor), Tom Eyen (letrista) & varios artistas por Dreamgirls

### Folk
- Mejor grabación folk de música étnica o tradicional
  - Queen Ida por Queen Ida & the Bon Temps Zydeco Band on Tour

### Gospel
- Mejor interpretación gospel, tradicional
  - Blackwood Brothers por I'm Following You
- Mejor interpretación gospel, contemporánea o inspiracional
  - Amy Grant por Age to Age
- Mejor interpretación gospel soul, tradicional
  - Al Green por Precious Lord
- Mejor actuación gospel soul, contemporánea
  - Al Green por Higher Plane
- Mejor interpretación inspiracional
  - Barbara Mandrell por He Set My Life to Music

### Hablado
- Mejor grabación hablada
  - Tom Voegeli (productor); varios intérpretes por Raiders of the Lost Ark - The Movie on Record

### Histórico
- Mejor álbum histórico
  - Alan Dell, Ethel Gabriel & Don Wardell (productores) por The Tommy Dorsey/Frank Sinatra Sessions - Vols.1,2 & 3

### Infantil
- Mejor grabación para niños
  - David Levine & Lucy Simon (productores); varios intérpretes por In Harmony 2

### Jazz
- Mejor interpretación vocal jazz, femenina
  - Sarah Vaughan por Gershwin Live!
- Mejor interpretación vocal jazz, masculina
  - Mel Tormé por An Evening with George Shearing & Mel Tormé
- Mejor interpretación vocal jazz, dúo o grupo
  - The Manhattan Transfer por "Route 66"
- Mejor interpretación instrumental jazz, solista
  - Miles Davis por We Want Miles
- Mejor interpretación instrumental jazz, grupo
  - Phil Woods por More Live
- Mejor interpretación instrumental jazz, big band
  - Count Basie por Warm Breeze
- Mejor interpretación de jazz fusion, vocal o instrumental
  - Pat Metheny Group por Offramp

### Latina
- Mejor grabación latina
  - Machito por Machito & His Salsa Big Band '82